# War?
War? er en single fra System of a Downs debutalbum. En live-version af sangen samt en B-side blev også udgivet på "Sugar" EP'en. War? blev først indspillet på deres demo 3 og endte derefter på deres debutalbum System of a Down hvor den blev deres tredje single. Musikvideoen blev optaget til et liveshow før udgivelsen af debutalbummet hvilket gør den til deres første musikvideo (som kan ses på bandets hjemmeside). 